# 1786

## أحداث
- قام الشيخ ثويني بن عبد الله السعدون بشن حملة على الإحساء بعد نهب الوهابيين قافلة كبيرة خارجة من البصرة وسوق الشيوخ.
- تأسيس مدينة ريدر وتقع حاليا في كازاخستان.
- تأسيس مدينة أكوريري وتقع حاليا في آيسلندا.
- تأسيس مدينة ريكيافيك وتقع حاليا في آيسلندا.
- 11 أغسطس: تأسيس مدينة جورج تاون وتقع حاليا في ماليزيا.
- 15 ديسمبر: تأسيس مدينة ميلاغرو وتقع حاليا في الإكوادور.

## مواليد
- إدوارد كولز
- ديفد كروكيت
- صمويل وارد كينغ
- كيم جيونغهوي
- لويس مارسي
- أحمد باي بن محمد الشريف بايلك الشرق الجزائري (1786-1850)
- ولادة الأمام الأخير للدولة السعودية الأولى عبد الله بن سعود الكبير بن عبد العزيز آل سعود.

## وفيات
- كارل فيلهلم شيلي
- الشيخ أحمد الدردير